# Camiña
Camiña es un caserío y una comuna de Chile ubicada en la provincia del Tamarugal, correspondiente a la Región de Tarapacá, en el Norte Grande de Chile. Tiene una superficie de 2200,2 km² y una población de 1275 habitantes.
La comuna de Camiña está conformada por 11 localidades: Francia, Chillayza, Moquella, Saiña, Quistagama, Cuisama, Chapiquilta, Yala-Yala, Apamilca, Nama y la capital comunal del mismo nombre.

## Toponimia
Una versión señala que el origen del topónimo "Camiña" aún no ha sido determinado. Otra versión señala que "Camiña" sería de origen aimara, y significa "morada o resistencia". Otra versión señala que el nombre original del poblado se habría perdido y que el nombre actual fue impuesto por los españoles haciendo referencia a la localidad de Caminha (en español se escribe "Camiña") hoy parte de Portugal, en la frontera con España, pero que en el momento de la llegada de los españoles al lugar hacía parte integrante de España.

## Historia

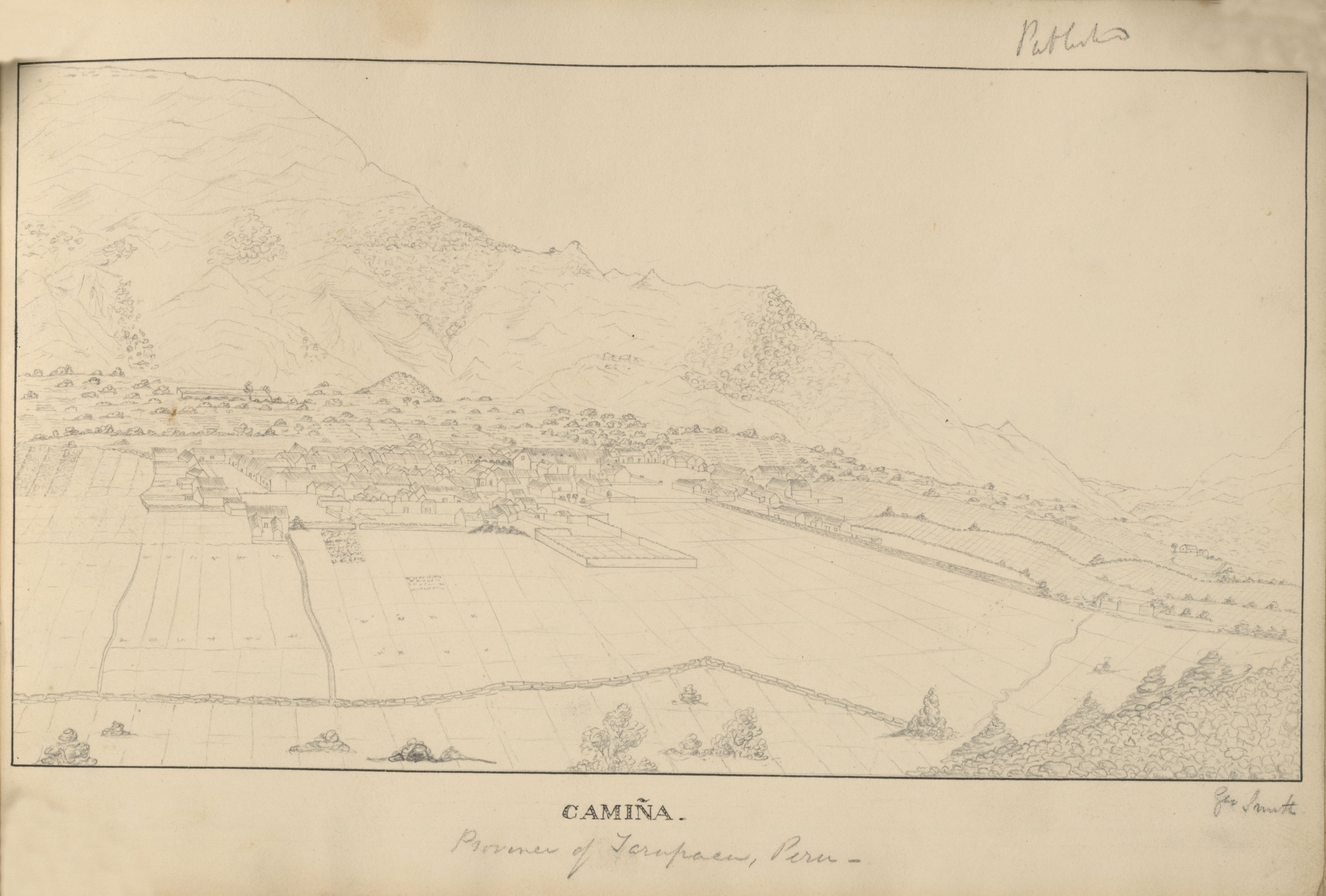
Camiña en 1822.

Camiña es un caserío de origen prehispano.  
Según una tradición oral recogida por René Peri Fagerström en su libro "Paja Brava", dice lo siguiente.

Camiña es una comunidad principalmente agrícola, con menor producción ganadera y enfoque turístico. Su principal producto es el ajo blanco camiñano y el Choclo camiñano . Se cuenta que fue fundada por un cacique quechua cuya tribu se dedicó a la agricultura , siembra de papas y maíz, y luego al comercio con las tribus de la costa por el sector de Pisagua. El sistema de trueque permitía a los "antiguos" entregar sus productos agrícolas y ganaderos y traer pescado seco, guano y conchas.

Durante la colonia, Camiña era el centro del repartimiento, que incluía al valle de Tana, Sotoca y hasta la frontera con Bolivia en Isluga.  Fue un importante asiento de españoles y donde se conoce que había un iglesia desde el siglo XVI.
Francisco Astaburoaga escribió en 1899 en su Diccionario Geográfico de la República de Chile: 110  sobre el lugar:

Camiña.-—Villa del departamento de Pisagua, situada por los 19º 16' Lat. y 69° 19' Lon. en un vallecillo de la parte oriental de una quebrada que también lleva esas denominaciones y que se halla á 1,830 metros de altitud; la baña un escaso riachuelo que corre por la quebrada. Forma calles medianamente regulares, cortadas en ángulos rectos, y cuenta con una antigua y pequeña iglesia, oficinas de registro civil y de correo, y con 1,236 habitantes; sus contornos, aunque estrechos, tienen algún cultivo. Dista unos 160 kilómetros hacia el NE. de la ciudad de Pisagua, y tiene próximas al E. la aldea de Chapiquilta y al O. la de Quistagama. Diéronle el nombre los misioneros franciscanos que fundaron aquí la iglesia en recuerdo de su convento de la villa de Camiña en Portugal.

El geógrafo chileno Luis Risopatrón describe a Camiña como una ‘aldea’ en su libro Diccionario Jeográfico de Chile en el año 1924:: 126 

Camiña (Aldea) 19° 19' 69° 26'. De corto caserío, con servicio de correos i rejistro civil, 2 o 3 almacenes de provisiones i viejos edificios construidos en calles medianamente regulares cortadas en ángulos rectos, se encuentra a 2 380 m de altitud, en un ensanchamiento de la quebrada del mismo nombre, entre maizales, trigales, chacras i alfalfales, que alimentan algún ganado menor.

### Creación de la comuna
La comuna de Camiña fue creada por la Ley N° 17325 el 8 de septiembre de 1970, como parte del Departamento de Pisagua.

## Geografía

### División geográfica
La parte alta de la quebrada de Camiña (2.400-2.800 m s. n. m.) está vinculada con otras quebradas de la sierra, como Nama al norte y Soga por el sur, ambas consideradas quebradas de aguas dulces; a la vez que se encuentra entrelazada con el altiplano circundante de Isluga (actual comuna de Colchane) y sus ajetreos ganaderos. En la parte alta se ubica pueblo Camiña
La parte baja (2.200-1.700 m s. n. m.) comúnmente se alude como valle de Camiña y tiene al pueblo de Moquella como centro. Este sector está más ligado a la pampa. Durante la época salitrera, se especializó en la producción de alfalfa requerida por las actividades de arrieraje que conectaban a las oficinas con las tierras bajas y altas. Su tramo inferior (1600-1100 m s. n. m.) se designa como quebrada de Tana. Cerca de los 1000 m s. n. m., se une con la quebrada salada de Retamilla/Tiliviche que corre paralela al sur, para desembocar juntas en el mar.

### Geomorfología y climatología

Trazado simplificado de los ecosistemas y cuerpos de agua presentes en la comuna de Camiña.

La comuna de Camiña se encuentra emplazada en las unidades geomorfológicas de Pampa del Tamarugal, Pediplanos, glacis y piedemont, Precordillera río Lauca y Pampitas; y presenta según la clasificación climática de Köppen clima de tundra de lluvia estival (ET (w)), clima desértico frío (BWk), clima desértico frío de lluvia estival (BWk (w)) y clima semiárido de lluvia estival (BSk (w)). Esta además se halla entre las cuencas hidrográficas de Costeras del Río Camarones y Pampa del Tamarugal, Pampa del Tamarugal y Quebrada Río Camarones. Además, la comuna posee diversos cuerpos de agua, entre los que se destacan la Laguna Roja.

### Biogeografía
Dentro del territorio de la comuna se pueden hallar los siguientes ecosistemas:
- Bosque espinoso tropical andino donde predominan Browningia candelaris y Corryocactus brevistylus (Preocupación menor)
- Bosque espinoso tropical interior donde predominan Geoffroea decorticans y Prosopis alba (Preocupación menor)
- Desierto tropical interior con vegetación escasa (Preocupación menor)
- Matorral bajo desértico tropical andino donde predominan Aloysia deserticola y Atriplex imbricata (Preocupación menor)
- Matorral bajo desértico tropical interior donde predominan Adesmia atacamensis y Cistanthe salsoloides (Preocupación menor)
- Matorral bajo tropical andino donde predominan Fabiana ramulosa y Diplostephium meyenii (Vulnerable)
- Matorral bajo tropical andino donde predominan Parastrephia lepidophylla y Parastrephia quadrangularis (Vulnerable)
- Matorral bajo tropical andino donde predominan Parastrephia lucida y Azorella compacta (Vulnerable)
- Matorral bajo tropical andino donde predominan Parastrephia lucida y Festuca orthophylla (Vulnerable)

### Medidas de protección ambiental y conflictos socioambientales
Hasta 2022, la comuna de Camiña cuenta con un área territorial destinada a la protección ambiental:
- Parque Nacional Volcán Isluga (parque nacional)[17]

## Demografía
Según los datos recolectados en el censo del año 2002 realizado por el Instituto Nacional de Estadísticas, la comuna posee una superficie de 2.200,2 km² y una población de 1.275 habitantes, de los cuales 599 son mujeres y 676 son hombres. La comuna acoge al 0,53% de la población total de la región, de la cual un 100% corresponde a población rural y un 75,1% a población indígena.
| INE 1992   | INE 2002   |
| 1.422 hab. | 1.275 hab. |

| INE 1992       | INE 2002       |
| 419 habitantes | 168 habitantes |

### División administrativa
La comuna de Camiña comprende solamente un distrito:
| Distrito | Población (2002) | Superficie |
| -------- | ---------------- | ---------- |
| Camiña   | 1275 hab.        | 2200,2 km² |

## Administración
Pertenece al distrito electoral N.º 2 y pertenece a la 2.ª circunscripción senatorial (Tarapacá). Es representada en la Cámara de Diputados del Congreso Nacional por los diputados Renzo Trisotti Martínez (UDI), Danisa Astudillo (PS) y Matías Ramírez (PCCh). A su vez, es representada en el Senado por los senadores Luz Ebensperger Orrego (UDI) y Jorge Soria Quiroga (Ind-PPD).
Desde 2021 la Ilustre Municipalidad de Camiña es dirigida por la alcaldesa Evelyn Mamani (Ind.). En tanto, el Concejo municipal, cuya función es fiscalizadora, normativa y resolutiva, está conformado por:
- Wendy Viza Aguilar (Ind./FRVS)
- Sandra Chapalla Mamani (Ind.)
- Macarena Véliz Mamani (Ind.)
- Emiliano Choque Mamani (RN)
- Manuel Linares Salazar (RN)
- Esteban García Cáceres (RN)

### Listado de alcaldes
| Nombre                    | Período                  | Período                  | Militancia                                         |
| Nombre                    | Inicio                   | Fin                      | Militancia                                         |
| ------------------------- | ------------------------ | ------------------------ | -------------------------------------------------- |
| Marcelo Dragoni Cereghino | 31 de diciembre de 1982  | 1 de julio de 1988       | Independiente (Designado por la dictadura militar) |
| Gil Yucra Sajama          | 1 de julio de 1988       | 26 de septiembre de 1992 | Independiente (Designado por la dictadura militar) |
| Sixto García Cáceres      | 26 de septiembre de 1992 | 01 de Junio 2021         | Renovación Nacional                                |
| Evelyn Mamani Viza        | 28 de junio de 2021      | Actualidad               | Independiente                                      |

## Economía
En 2018, la cantidad de empresas registradas en Camiña fue de 4. El Índice de Complejidad Económica (ECI) en el mismo año fue de -1,28, mientras que las actividades económicas con mayor índice de Ventaja Comparativa Revelada (RCA) fueron comercio al por menor de artículos típicos y artesanías (2109,71), actividades de otras asociaciones (189,86) y transporte urbano de pasajeros vía autobús o locomoción colectiva (0,0).

## Atractivos turísticos

### Parroquia Santo Tomás de Camiña
Parroquia erigida bajo la advocación de Santo Tomás. La parroquia de Camiña, al igual que la de Tarapacá, son las dos primeras parroquias establecidas por los conquistadores españoles en la región norte de Chile. Se ignoran sus fechas de construcción, aunque consta que en 1613 eran las dos únicas parroquias que existían.

### Acceso Lagunas de Amuyo
La Laguna Roja, también llamada "Mar Rojo" por los lugareños, se encuentra ubicada a aproximadamente 3.700 metros sobre el nivel del mar, en las coordenadas geográficas 19° 3,28.17 S y 69°15,9.11 W. La laguna posee aguas calientes (aproximadamente 40 - 50 °C).  Su profundidad es desconocida por los lugareños, ya que le atribuyen "poderes malditos", probablemente porque murieron muchos Aimaras que bebieron de sus aguas.

### Otros atractivos turísticos
- Iglesias San Pedro de Apamilca, San Francisco de Asís de Yala Yala, Santa Cruz de Chapiquilta, Santa Cruz de Quisama, Virgen del Rosario de Moquella, San Antonio de Padúa de Quistagama y la iglesia de Nama.
- Sitio arqueológico de Chillayza
- Sendero mirador Condoriri
- Pukará de Francia
- Aldea prehispánica en Juanca
- Museo Arqueológico en Nama
- Acceso embalse Caritaya

## Medios de comunicación

### Radioemisoras
La comuna no cuenta con radios comunitarias.